# Urbanització plaça Clarà
La Urbanització plaça Clarà és una obra d'Olot (Garrotxa) protegida com a bé cultural d'interès local.

## Descripció
És un jardí envoltat de construccions pels quatre costats (a tres dels quals, els edificis estan porticats) però encara separat d'ells per la carretera. A la part central dels jardins s'accedeix mitjançant escalinates situades a les cantonades o al centre de cada vorera. La disposició és regular i ordenada. Les balustrades del jardí i els motius decoratius són de tipus noucentista. Les edificacions porticades són d'inspiració neoclàssica.

## Història
El 1854, l'antic hort dels Caputxins es converteix en un "Camp de Mart". El 1868, s'aprova un projecte d'ordenació de la plaça presentat pel mestre d'obres J. Cordomí. El 1871, s'aprovà un de nou al que s'augmentava l'alçada del porxo. Del 1888 al 1890, aquest conjunt ocuparà els números 11 i 12 de la plaça i de la façana que dona al carrer Pintor Galwey, l'1 i el 3, és d'Esteve Pujol. Aquest conjunt ha estat reformat i ampliat, desvirtuant totalment l'original.